# 杉村太郎
杉村 太郎（すぎむら たろう、1963年11月10日 - 2011年8月20日）は、日本の実業家、教育者、音楽家、著述家。株式会社ジャパンビジネスラボ創業者。『我究館』『PRESENCE（プレゼンス）』創業者。1992年に日本で初めて教育とコーチングを組み合わせた教育業界への功績が評価され、2020年に日本英語コーチング協会より名誉理事称号が授与された。
妻は実業家の杉村貴子。

## 人物
聖光学院高等学校在学中より、慶應義塾高等学校に在学していた森賢司らと、Kani Band、Lady Bird、Taro Bandのボーカリスト・ギタリストとして、横浜などのライブハウスで活動した。
慶應義塾大学在学中は重量挙部に在籍しながらヨットにも関わる。
大学卒業後、住友商事に入社した。在職中、大学の同期である伊藤洋介とサラリーマン歌手コンビ・SHINE'S（シャインズ）を結成した。
SHINE'Sの芸能活動に対し、在籍する住友商事からNGが出たため、公開転職オーディションを行った結果、1989年に大東京火災海上保険（現在のあいおいニッセイ同和損害保険）に転職した。「サラリーマンが歌う、サラリーマンの応援歌」をコンセプトに同年、秋元康のプロデュースで、ポニーキャニオンより『私の彼はサラリーマン』『私は課長』『上司は選べない』などを発売した。KBS京都ラジオ『はいぱぁナイト』3代目パーソナリティを半年間務めた。
1992年に独立し、株式会社ジャパンビジネスラボを創業し、日本で初めてのキャリアデザインスクール『我究館』を設立した。
2001年にハーバード大学ケネディスクールに合格したことを機に自らの英語学習方法を体系化し、日本で初めてとなる語学コーチングスクール『PRESENCE（プレゼンス）』を設立した。約30,000人のグローバルリーダーの教育に携わってきたが、2011年8月20日、7年半の闘病を経て原発不明がんにより死去した。47歳没（享年48）。
我究館のバイブルでもある『絶対内定シリーズ』（ダイヤモンド社、93年初刊）はキャリアデザイン分野で13年連続売上1位（2021年時点）を記録するなど出版業界においての殿堂入りを果たしている。杉村の没後は著者の思いを杉村家が継承し、時代の変化を書籍に組み入れている。
2020年に設立された日本英語コーチング協会（JELCA)では、英語コーチングを創出した杉村太郎の功績を賞し、名誉理事としてその名が刻まれている。

## 略歴
- 1982年、聖光学院高等学校卒業
- 1987年、慶應義塾大学理工学部管理工学科卒業、住友商事に入社
- 1989年、住友商事を退社し大東京火災海上保険へ転職
- 1989年、SHINE'Sとして『私の彼はサラリーマン』（ポニーキャニオン）でメジャー・デビュー。以後シングル4枚、アルバム3枚、2008年ベストアルバム リリース
- 1990年、声優としてOVA『フリテンくん』（ポニーキャニオン）主演　等
- 1992年、大東京火災海上保険を退職、株式会社ジャパンビジネスラボ及び『我究館』を設立
- 1993年、『絶対内定』発刊
- 2001年、『プレゼンス』 設立
- 2003年、ハーバード大学ケネディ行政大学院修了（MPA)
- 2004年、アツイ コトバ（中経出版、電子書籍はダイヤモンド社）を発刊
- 2008年、ハーバード大学ウェザーヘッド国際問題研究所研究員
- 2011年、死去（満47歳）

## 著書
- 『絶対内定』シリーズ、全5種。（ダイヤモンド社）（1993年初刊、シリーズ合計150万部）
- 『TOEIC900点・TOEFL100点への王道』（ダイヤモンド社）
- 『アツイ コトバ』（中経出版、電子書籍版はダイヤモンド社）
- 『ハーバード・ケネディスクールでは、何をどう教えているか』（ハーバードの同窓生との共著、英治出版）